# Işın
Işın ist ein türkischer männlicher und (überwiegend) weiblicher Vorname mit der Bedeutung „Lichtstrahl“.

## Namensträgerinnen
- Işın Karaca (* 1973), türkisch-zyprische Popmusik-Sängerin
- Işın Yalçınkaya (* 1943), türkische Prähistorikerin

## Nachname
- Deniz Işın (* 1992), türkische Schauspielerin

## Verwandte Formen
- Işık